# Hacketstown
Hacketstown (irisch Baile Haicéid, historisch bekannt als Ballydrohid, irisch Baile an Droichid) ist ein Dorf und eine Civil parish im irischen County Carlow an der Grenze zum County Wicklow (wo es benachbart zu jener in Carlow ebenfalls eine gleichnamige Civil parish gibt). Zur Volkszählung 2022 wurden 653 Einwohner verzeichnet.

## Geografie
Der Ort liegt an der Regionalstraße R747 an deren Kreuzung mit der R727. Der Fluss Derreen fließt unmittelbar nördlich des Dorfes in Richtung Westen und der Fluss Derry entspringt unmittelbar südlich.

## Geschichte
Im frühen 13. Jahrhundert wurde an der Stelle, an der sich heute die St. Brigid’s Church befindet, eine anglonormannische Burg errichtet.
Im 17. Jahrhundert erwarb die wohlhabende Familie Chetham aus New Moston, Lancashire, England, hier Land. Obwohl sie hauptsächlich in England lebten, heiratete eine Chetham-Tochter in die mächtige irische Familie Loftus ein.
Während der Rebellion von 1798 war Hacketstown Schauplatz von zwei Schlachten.

## Sonstiges
Hacketstown hat eine staatliche Schule und eine weiterführende Schule, Coláiste Eoin. Es gibt eine römisch-katholische Kirche, St. Bridget’s, und eine Kapelle der Church of Ireland, St. John’s.
William Presley, ein Vorfahre von Elvis Presley, lebte in dem Dorf, bevor er vor über 200 Jahren in die Vereinigten Staaten auswanderte. Seit 2014 findet deswegen jährlich das Elvis Roots Festival in Hacketstown mit vierstelligen Teilnehmerzahlen statt.
Seit 2011 besteht eine Städtepartnerschaft mit Hackettstown, New Jersey.